# EFL League One
Die EFL League One (bis 2016 Football League One, weitere Bezeichnungen: League One (Kurzform) oder Sky Bet League 1 (offizieller Sponsorname)) ist die nach der Premier League und der EFL Championship dritthöchste Spielklasse im englischen Fußball. Innerhalb der English Football League ist sie die zweithöchste Spielklasse.

## Struktur
In der League One spielen 24 Mannschaften in einer einfachen Runde mit Hin- und Rückspiel. Jeder Sieg wird mit drei Punkten und jedes Remis mit einem Punkt belohnt. Am Ende einer Saison steigen die beiden höchstplatzierten Vereine der Abschlusstabelle direkt in die Football League Championship auf. Darüber hinaus wird ein dritter Aufsteiger ermittelt, der die Spielzeit zwischen der dritten und sechsten Position abgeschlossen hat und zwei Play-off-Runden gewinnt. In den Play-offs spielen jeweils der Dritt- gegen den Sechst- und der Viert- gegen den Fünftplatzierten in einem Hin- und Rückspiel, wobei das jeweils schwächere Team im ersten Spiel Heimrecht hat. Die beiden Gewinner spielen anschließend den dritten Aufsteiger in einem Spiel im Londoner Wembley-Stadion aus. Die drei Aufsteiger werden durch die drei Absteiger aus der Football League Championship ersetzt, die in ihrer Liga die letzten drei Plätze in der Abschlusstabelle belegt haben. Analog dazu steigen die letzten vier Mannschaften der Football League One in die vierte Liga, die Football League Two, ab und werden durch die drei Erstplatzierten plus den Play-off-Gewinner der Vereine zwischen dem vierten und siebten Platz aus dieser Liga ersetzt.
Die Position innerhalb der Liga wird nach folgenden Kriterien bestimmt: erzielte Punkte, Tordifferenz, geschossene Tore, Direkter Vergleich von zwei oder mehr Teams unter Berücksichtigung der zuvor genannten Kriterien, Play-off-Spiel(e).

## Geschichte
Die Football League Second Division war von 1892 bis 1992 die zweithöchste Spielklasse im englischen Fußball. Danach wurde sie von der First Division abgelöst und wurde unter dem gleichen Namen zur dritten Liga. Mit Beginn der Saison 2004/05 wurde die Football League Championship als Nachfolgeklasse der First Division eingeführt, was zur Folge hatte, dass die First Division unter dem offiziellen Namen Football League One zur neuen dritthöchsten Klasse des englischen Fußballs abgestuft wurde.
Nachdem der Organisator, die Football League im Jahr 2016 ihren Namen in English Football League (EFL) änderte, wurde auch der Name der Football League One zu EFL League One angepasst.

## Mannschaften in der Saison 2025/26
- FC Barnsley
- FC Blackpool
- Bolton Wanderers
- Bradford City
- Burton Albion
- Cardiff City
- Doncaster Rovers
- Exeter City
- Huddersfield Town
- Leyton Orient
- Lincoln City
- Luton Town
- Mansfield Town
- Northampton Town
- Peterborough United
- Plymouth Argyle
- Port Vale
- FC Reading
- Rotherham United
- FC Stevenage
- Stockport County
- Wigan Athletic
- AFC Wimbledon
- Wycombe Wanderers

## Sieger der League One
Die League One gewannen:
| Saison  | Meister                 | Vizemeister         | Playoff-Sieger      | Bester Torschütze                                                                |
| ------- | ----------------------- | ------------------- | ------------------- | -------------------------------------------------------------------------------- |
| 2004/05 | Luton Town              | Hull City           | Sheffield Wednesday | Stuart Elliot (Hull City) und Dean Windass (Bradford City) (27)                  |
| 2005/06 | Southend United         | Colchester United   | FC Barnsley         | Freddy Eastwood (Southend United) und Billy Sharp (Scunthorpe United) (23)       |
| 2006/07 | Scunthorpe United       | Bristol City        | FC Blackpool        | Billy Sharp (Scunthorpe United) (30)                                             |
| 2007/08 | Swansea City            | Nottingham Forest   | Doncaster Rovers    | Jason Scotland (Swansea City) (24)                                               |
| 2008/09 | Leicester City          | Peterborough United | Scunthorpe United   | Rickie Lambert (Bristol Rovers) und Simon Cox (Swindon Town) (29)                |
| 2009/10 | Norwich City            | Leeds United        | FC Millwall         | Rickie Lambert (FC Southampton) (29)                                             |
| 2010/11 | Brighton & Hove Albion  | FC Southampton      | Peterborough United | Craig Mackail-Smith (Peterborough United) (27)                                   |
| 2011/12 | Charlton Athletic       | Sheffield Wednesday | Huddersfield Town   | Jordan Rhodes (Huddersfield Town) (36)                                           |
| 2012/13 | Doncaster Rovers        | AFC Bournemouth     | Yeovil Town         | Paddy Madden (Yeovil Town) (23)                                                  |
| 2013/14 | Wolverhampton Wanderers | FC Brentford        | Rotherham United    | Sam Baldock (Bristol City) (24)                                                  |
| 2014/15 | Bristol City            | Milton Keynes Dons  | Preston North End   | Joe Garner (Preston North End) (26)                                              |
| 2015/16 | Wigan Athletic          | Burton Albion       | FC Barnsley         | William Grigg (Wigan Athletic) (25)                                              |
| 2016/17 | Sheffield United        | Bolton Wanderers    | FC Millwall         | Billy Sharp (Sheffield United) (29)                                              |
| 2017/18 | Wigan Athletic          | Blackburn Rovers    | Rotherham United    | Jack Marriott (Peterborough United) (27)                                         |
| 2018/19 | Luton Town              | FC Barnsley         | Charlton Athletic   | James Collins (Luton Town) (25)                                                  |
| 2019/20 | Coventry City           | Rotherham United    | Wycombe Wanderers   | Ivan Toney (Peterborough United) (24)                                            |
| 2020/21 | Hull City               | Peterborough United | FC Blackpool        | Jonson Clarke-Harris (Peterborough United) (31)                                  |
| 2021/22 | Wigan Athletic          | Rotherham United    | AFC Sunderland      | Will Keane (Wigan Athletic) (26)                                                 |
| 2022/23 | Plymouth Argyle         | Ipswich Town        | Sheffield Wednesday | Conor Chaplin (Ipswich Town) und Jonson Clarke-Harris (Peterborough United) (26) |
| 2023/24 | FC Portsmouth           | Derby County        | Oxford United       | Alfie May (Charlton Athletic) (23)                                               |
| 2024/25 | Birmingham City         | AFC Wrexham         | Charlton Athletic   | Charlie Kelman (Leyton Orient) (21)                                              |